# Pierre Etique
Pierre Etique (* 12. Februar 1945 in Pruntrut; † 20. November 1993 in Basel, heimatberechtigt in Bure) war ein Schweizer Politiker (FDP).
Etique schloss die Handelsmaturität an der Kantonsschule in Pruntrut ab und erlangte später das Lizenziat der Wirtschaftswissenschaften an der Universität Neuenburg. Ab dem Jahr 1968 war er Lehrer an der kaufmännischen Gewerbeschule von Pruntrut und leitete diese ab 1970.
Im Jahr 1968 wurde er Generalsekretär der FDP des Bezirks Pruntrut. Von 1970 bis 1978 hatte er Einsitz im Grossen Rat des Kantons Bern. Bevor er von 1976 bis 1978 Wortführer der Freisinnigen in der verfassunggebenden Versammlung wurde, war er ein überzeugter Gegner der Abspaltung des Kantons Jura. Er wurde 1978 in den Grossen Rat des Kantons Jura gewählt, nahm die Wahl aber nicht an, da er als Beamter keinen Einsitz nehmen durfte. Am 28. November 1983 wurde er in den Nationalrat gewählt und verteidigte die Interessen des neu entstandenen Kantons. 1990 nahm er Einsitz in die Geschäftsleitung der FDP Schweiz. 1993 verstarb er im Amt in Basel.